# Veyes
Veyes (en latín Veii o Veius) fue en la antigüedad una importante ciudad etrusca, situada a 16 km al NNO de Roma, en Italia. Se halla en la actual comuna de Formello, en la ciudad metropolitana de Roma Capital.

## Historia

### Época etrusca y romana

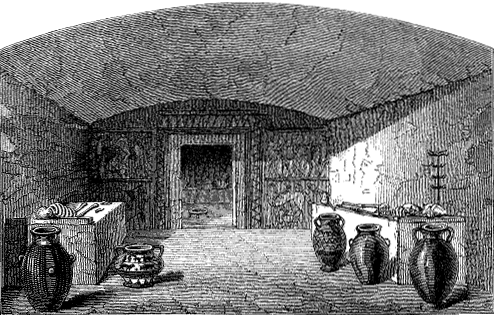
La Grotta Campana

Veyes fue la ciudad más rica de la Liga etrusca debido a su privilegiada situación en la frontera meridional de Etruria. Siendo la ciudad etrusca más cercana a Roma, estuvo en guerra con los romanos de forma casi continua durante más de 300 años. Finalmente, fue conquistada por el ejército del general romano Marco Furio Camilo en 396 a. C., en el transcurso de la guerra de Veyes, que duró diez años. A partir de ese momento Veyes pasó a formar parte de la República romana. 
Livia, la esposa de Augusto, tuvo una finca en la ciudad de Veyes, según explica Suetonio en sus Vidas de los doce Césares. Veyes fue muy conocida durante la antigüedad por la calidad de sus estatuas. Entre ellas destacan una estatua de Tiberio, que actualmente se encuentra en la Ciudad del Vaticano, y el Apolo de Veyes, actualmente en el Museo Nacional Etrusco.

### Olvido y redescubrimiento
La ciudad fue abandonada durante la época imperial romana, y fue olvidada hasta su redescubrimiento en el siglo XVII por Raphael Fabretti. Los restos de Veyes se encuentran cerca del pequeño pueblo de Isola Farnese.
En el exterior de las ruinas de la ciudad se han hallado los restos de un templo. También se han encontrado túmulos y diversas tumbas excavados en la roca . La más famosa es la tumba conocida como la Grotta Campana, excavada en 1843; una tumba de cámara que contiene los más antiguos frescos etruscos conservados. Hay además largos túneles que llevan hasta la ciudad, lo que podría corroborar el relato de Tito Livio sobre la victoria romana en la guerra de Veyes.